# Constantino (assessor)
Constantino (em latim: Constantinus; m. 513) foi um oficial bizantino do século VI, ativo no reinado do imperador Anastácio I (r. 491–518). Era nativo da Lídia. Ele e Celearino eram assessores do mestre dos soldados da Trácia Hipácio e em 513 foram capturados pelo rebelde Vitaliano e executados por não aderirem à revolta.